# Carl Froelich

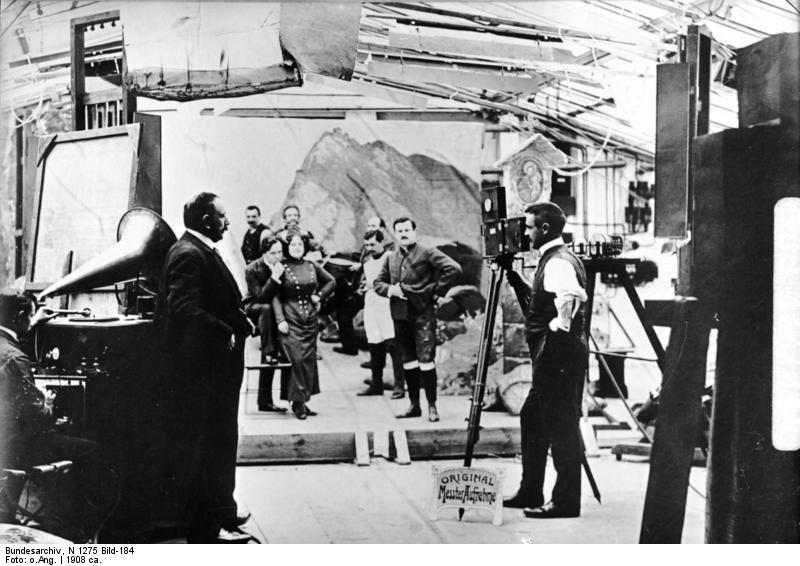
Carl Froelich dreht Die Regimentstochter (1908)

Carl August Hugo Froelich (* 5. September 1875 in Berlin; † 12. Februar 1953 ebenda) war ein deutscher Regisseur, Kameramann, Produzent. Von 1939 bis 1945 war er Präsident der nationalsozialistischen Reichsfilmkammer. Er gilt als Pionier des deutschen Films.

## Leben und Werk

### Herkunft
Sein Vater war der Postbeamte Carl August Emil Alexander Froelich, seine Mutter dessen Ehefrau Anna Mathilde Sophie, geborene Herzog. Er studierte Elektrotechnik an der Technischen Hochschule in Darmstadt und an der Technischen Hochschule in Berlin und arbeitete anschließend bei Siemens & Halske.

### Konstrukteur und Kameramann
Ab 1903 war Froelich Mitarbeiter von Oskar Messter, einem der Vorreiter des deutschen Kinos, bei dem er zunächst in der Konstruktionsabteilung für kinematographische Geräte tätig war. Als Kameramann für Messters Wochenschau drehte er unter anderem die Folgen eines Zugunglücks der Berliner Hochbahn am 26. September 1908, eine der größten Verkehrskatastrophen der damaligen Zeit. Während des Ersten Weltkrieges wurde er als Kriegsberichterstatter eingesetzt.

### Filmregisseur und -produzent
Zwischen 1912 und 1951 drehte er 77 Filme.
1913 gab Froelich mit Richard Wagner sein Regie-Debüt. Im Oktober 1921 gründete er mit dem Finanzrat Dr. Ernst Broda die Froelich-Film GmbH. Es entstanden zahlreiche Stummfilme, so die Kabale und Liebe-Adaption Luise Millerin (1921) und Mutter und Kind (1924). Er drehte häufig mit Henny Porten, mit der er zwischen 1926 und 1929 auch eine gemeinsame Produktionsfirma besaß.
1929 drehte Froelich den ersten deutschen Tonfilm: Die Nacht gehört uns. 1930 übernahm Froelich zwei Glashäuser in Berlin-Tempelhof, die schon zu Stummfilmzeiten als Atelier gedient hatten, und ließ sie zu Tonfilmstudios umbauen. In seinem Atelier produzierte er zahlreiche Filme, darunter mit Rolf Hansens Kurzfilm Das Schönheitsfleckchen (1936) den ersten deutschen Spielfilm in Farbe. 1931 betreute er als „künstlerischer Oberleiter“ Leontine Sagans Internatsfilm Mädchen in Uniform.
1933 gehörte Froelich zu den anerkannten Filmkünstlern und produzierte mit beliebten Stars der Zeit erfolgreiche Filme, unter anderem mit Hans Albers, Heinz Rühmann, Ingrid Bergman und Zarah Leander. Am 24. Oktober 1940 bezeichnete Propagandaminister Goebbels Froelich als das "beste Pferd im Stall."
1943 drehte er mit dem Filmzweiteiler Familie Buchholz und Neigungsehe noch einmal eine aufwändige Großproduktion (Spieldauer insgesamt: über drei Stunden). Hier kam es nach über drei Jahrzehnten zur letzten Zusammenarbeit Froelichs mit seinem einstigen Hausstar Porten.

### Kulturpolitiker
Froelich trat zum 1. Mai 1933 der NSDAP bei (Mitgliedsnummer 2.580.162) und übernahm die Leitung des Gesamtverbandes der Filmherstellung und Filmverwertung. Am 30. Januar 1937 wurde er von Adolf Hitler zum Professor und 1939 zum Präsidenten der Reichsfilmkammer ernannt und behielt dieses Amt bis zum Kriegsende 1945. Die Reichsfilmkammer war eine Untergliederung der Reichskulturkammer, die als nationalsozialistische Berufsorganisation den Zugang zu allen künstlerischen Berufen regelte. Carl Froelich lebte in seiner Zeit als Präsident der Reichsfilmkammer in der Berliner Villa in der Thielallee 36 in Dahlem. Der private Filmvorführraum wird heute als Kino unter dem Namen Capitol Dahlem geführt. Joseph Goebbels ernannte ihn am 15. November 1935 zum Mitglied des Reichskultursenats.

### Nach Kriegsende
Nach Kriegsende wurde Froelich inhaftiert und 1948 entnazifiziert. Er konnte, obwohl er nach Veit Harlan mit zehn Filmen die zweitmeiste Anzahl der vom Kontrollrat verbotenen Filmen gedreht hatte, vor seinem Tod noch die Filme Drei Mädchen spinnen (1950) und Stips (1951) produzieren. Sein Atelier war im Krieg schwer beschädigt worden und wurde nicht mehr in Betrieb genommen.

## Ehrungen
Im Jahr 1940 erhielt er die Goethe-Medaille für Kunst und Wissenschaft und im Jahr 1941 wurde Froelich Ehrenmitglied der Deutschen Kinotechnischen Gesellschaft (DKG), einer Vorläuferin der heutigen Fernseh- und Kinotechnischen Gesellschaft.

## Filmografie (Auswahl)
Regie, wenn nicht anders angegeben
- 1906: Meißner Porzellan (Kamera)
- 1911: Tragödie eines Streiks (Kamera)
- 1912: Jung und alt (Kamera)
- 1912: Die Toten schweigen (Kamera)
- 1912: Erloschenes Licht (Kamera)
- 1912: Um Haaresbreite (Kamera)
- 1912: Der Schatten des Meeres (Kamera)
- 1913: Problematische Naturen (Kamera)
- 1913: Zu spät (Regiebeteiligung fraglich, Kamera)
- 1913: Komtesse Ursel (Kamera)
- 1913: Der wankende Glaube (Kamera)
- 1914: Ihre Hoheit (Kamera)
- 1913: Richard Wagner
- 1913: Tirol in Waffen
- 1913: Des Pfarrers Töchterlein (Kamera)
- 1913: Eva (Kamera)
- 1913: Der Feind im Land (Kamera)
- 1913: Schuldig (Kamera)
- 1913: Ihr guter Ruf (Kamera)
- 1913: Problematische Naturen (Kamera)
- 1914: Die große Sünderin (Kamera)
- 1914: Das Tal des Traumes (Kamera)
- 1914: Bergnacht (Kamera)
- 1914: Erstarrte Liebe (Regie)
- 1915: Fürst Seppl
- 1915: Musketier Kaczmarek
- 1915: Nur nicht heiraten
- 1916: Der Schirm mit dem Schwan
- 1916: Werner Krafft
- 1917: Die Ehe der Luise Rohrbach (nur Drehbuch)
- 1918: Der Rubin-Salamander (nur Drehbuch)
- 1918: Ikarus, der fliegende Mensch
- 1918: Alraune, die Henkerstochter, genannt die rote Hanne (nur Drehbuch)
- 1919: Der Tänzer (2 Teile)
- 1919: Die Verführten
- 1919: Arme Thea
- 1919: Die Liebschaften der Käthe Keller
- 1920: Die Brüder Karamasoff
- 1920: Die Kwannon von Okadera
- 1921: Irrende Seelen
- 1922: Luise Millerin
- 1923: Der Schatz (nur Produktion)
- 1923: Der Wetterwart
- 1924: Mutter und Kind
- 1925: Kammermusik
- 1925: Das Abenteuer der Sybille Brant
- 1926: Rosen aus dem Süden
- 1926: Wehe, wenn sie losgelassen
- 1926: Violantha
- 1926: Die Flammen lügen
- 1927: Meine Tante – Deine Tante
- 1927: Die große Pause
- 1928: Lotte
- 1928: Liebe im Kuhstall
- 1928: Liebe und Diebe
- 1928: Zuflucht
- 1929: Die Frau, die jeder liebt, bist Du!
- 1929: Die Nacht gehört uns
- 1930: Hans in allen Gassen
- 1931: Mädchen in Uniform (künstler. Oberltg.)
- 1931: Luise, Königin von Preußen
- 1932: Gitta entdeckt ihr Herz
- 1932: Die – oder keine
- 1933: Der Choral von Leuthen
- 1933: Reifende Jugend
- 1934: Ich für dich – Du für mich
- 1934: Krach um Jolanthe
- 1935: Oberwachtmeister Schwenke
- 1935: Ich war Jack Mortimer
- 1935: Liselotte von der Pfalz
- 1935: Traumulus
- 1936: Das Schönheitsfleckchen (Produzent und Drehbuch)
- 1936: Raub der Sabinerinnen (nur Produzent)
- 1936: Wenn wir alle Engel wären
- 1937: Die ganz großen Torheiten
- 1937: Die Umwege des schönen Karl
- 1938: Heimat
- 1938: Die 4 Gesellen
- 1938: Andalusische Nächte
- 1938: Das Leben kann so schön sein
- 1939: Es war eine rauschende Ballnacht
- 1940: Das Herz der Königin
- 1941: Der Gasmann
- 1941: Der Weg ins Freie (nur Produzent)
- 1942: Hochzeit auf Bärenhof
- 1944: Familie Buchholz
- 1944: Neigungsehe
- 1950: Drei Mädchen spinnen
- 1951: Stips
- 1951: Torreani (nur Produktion)